# حوزه انتخابیه کلیبر، خداآفرین و هوراند
حوزهٔ انتخابیه کلیبر، خداآفرین و هوراند از حوزهٔ انتخاباتی استان آذربایجان شرقی است که به مرکزیت کلیبر می‌باشد.

## نمایندگان

### دورهٔ دهم
قلی‌الله قلی‌زاده